# Goiás Telecom
A Goiás Telecomunicações S.A. - Goiás Telecom é uma sociedade de economia mista pertencente ao governo de Goiás que atua no fornecimento de serviços de telecomunicações.

## Histórico
A empresa foi criada como Celg Telecom (Celg Telecomunicações e Soluções), em 18 de abril de 2008 por meio da lei nº 16.237/2008, como uma subsidiária da Companhia Celg de Participações (CelgPar), com o objetivo de aproveitar dos ativos da companhia para a exploração de serviços de telecomunicações.
Em 28 de Setembro de 2010, seu controle foi repassado ao estado de Goiás.
Em 2013, foi assinado um acordo de cooperação com a Telebras para integração das redes de fibra óptica.
Em 2023, teve seu nome alterado para Goiás Telecom. 

## Serviços
A empresa atua na prestação de serviços de telecomunicação aos órgãos e às entidades das administrações direta e indireta municipal, estadual e federal, fornecendo serviços de conectividade, segurança de rede, monitoramento em tempo real e de tráfego.